# Arachnoscelis rehni
Arachnoscelis rehni är en insektsart som beskrevs av Barbara Rae Randell 1964. Arachnoscelis rehni ingår i släktet Arachnoscelis och familjen vårtbitare. Inga underarter finns listade i Catalogue of Life.